# Risto Ankio
Risto Antero Ankio (ur. 15 kwietnia 1937 w Viiala) – fiński lekkoatleta, tyczkarz.
Czwarty zawodnik mistrzostw Europy (1962). Podczas igrzysk olimpijskich w Tokio (1964) zajął 12. miejsce, w rundzie finałowej skokiem na 4,70 m wyrównał rekord olimpijski. Dwukrotny medalista mistrzostw krajów nordyckich (srebro w 1961 i brąz w 1963). W latach 1961–1964 trzynastokrotnie reprezentował swój kraj w meczach międzypaństwowych odnosząc 7 zwycięstw indywidualnych. Trzykrotny medalista mistrzostw Finlandii: złoto w 1961, srebro w 1962 oraz brąz w 1964. W 1961 był mistrzem Wielkiej Brytanii (AAA Championships). 10 września 1961 w Sztokholmie ustanowił wynikiem 4,58 m rekord Finlandii w skoku o tyczce.

## Rekordy życiowe
- Skok o tyczce – 4,87 (1964)
- Skok o tyczce (hala) – 4,79 (1965)

## Literatura dodatkowa
- Markku Siukonen: Urheilukunniamme puolustajat – Suomen olympiaedustajat 1906–2000. Jyväskylä: Graface, 2001, s. 16. ISBN 951-98673-1-7. (fiń.).